# مارك 30 (طوربيد)
مارك 30 هو طربيد بريطاني وصاروخ موجه ضد الغواصة تم إسقاط الطوربيد من طائرة هوكر سايدلي نمرود وأفرو شاكلتون.
كان مارك 30 يشار إليه باسم (التاجر ب) وهو طوربيد صارم موجه بثمانية زعانف باستخدام المراوح التقليدية. صدر في يونيو 1954 وتم إنتاج 1200 طوربيد. خدم في كل من سلاح البحرية الملكية والقوات الجوية الملكية حتى عام 1970.